# Bildungswesen der Kirche
Das Bildungswesen der Kirche (kurz CES von engl. Church Educational System) ist eine Organisation der Kirche Jesu Christi der Heiligen der Letzten Tage (Mormonen). Ein Teil dieses Bildungswesens ist das Seminar und Institutsprogramm. Des Weiteren gehören zum Bildungswesen folgende Schulen und Universitäten:
- Brigham Young University in Provo, Utah[2]
- Brigham Young University Hawaii in Laie, Hawaii[3]
- Brigham Young University Idaho in Rexburg, Idaho[4]
- ENSIGN College in Salt Lake City, Utah[5]
- Brigham Young University Jerusalem Center for Near Eastern Studies in Jerusalem[6]

19 Grund- und weiterführende Schulen in Fidschi, Kiribati, Mexiko, Neuseeland, Samoa und Tonga

## Seminar und Institut
Am Seminarprogramm nehmen Jugendliche zwischen 14 und 18 Jahren teil. Der Seminarunterricht erfolgt üblicherweise in der Früh vor der Schule und vermittelt christliche Prinzipien. In abgelegenen Gebieten gibt es einmal in der Woche eine gemeinsame Klasse aller Schüler, die während der Woche den Kurs im Selbststudium erledigen. Es gibt vier Einzelkurse, die sich alle 4 Jahre wiederholen. Die Kurse behandeln die heiligen Schriften der Kirche.
Die einzelnen Kurse sind:
- Das Buch Mormon
- Lehre und Bündnisse und Geschichte der Kirche
- Altes Testament
- Neues Testament

Das Institutsprogramm für junge Erwachsene im Alter von 18 bis 30 Jahren umfasst im selben Jahr die gleichen Kurse wie das Seminarprogramm. Außerdem werden, je nach Bedarf, weitere Zusatzkurse angeboten. CES stellt für jeden dieser Kurse Leitfäden für Lehrer und Schüler, Videos und andere Materialien bereit. Für die Teilnehmer sind die Kurse kostenlos.
Rechtsinformation zum Lehrplan im Religionsunterricht der Kirche der Heiligen der letzten Tage in Österreich. (20. April 2024)
Statistik des Schuljahres 2002–2003
| Länder und Territorien mit Seminar- oder Institutprogramm    | 135     |
| Voll- und Teilzeit Lehrer, Verwaltungsangestellte und Helfer | 3 253   |
| Ehrenamtliche Lehrer und Helfer                              | 38 470  |
| Eingeschriebene Seminarschüler                               | 370 940 |
| Eingeschriebene Institutsschüler                             | 356 269 |

## Weitere Literatur
- Bildungswesen der Kirche in der Enzyklopädie des Mormonismus